# Werchy
Werchy (ukr. Верхи) – wieś na Ukrainie w rejonie koszyrskim obwodu wołyńskiego.

## Historia
Część dawnych dóbr Raczyńskich, potem Przewłockich. Pod koniec XIX w. wieś w gminie Borowno, w powiecie kowelskim.